# Рамос, Луис (уругвайский футболист)
Луи́с Эдуа́рдо Ра́мос де Лу́сиа (исп. Luis Eduardo Ramos de Lucía; 9 октября 1939, Монтевидео — 14 марта 2021, Монтевидео) — уругвайский футболист, участник чемпионата мира по футболу 1966 года, играл на позиции защитника.

## Биография

### Клубная карьера
Рамос основную часть карьеры играл за «Насьональ», в составе которого выиграл три чемпионских титула в 1966, 1969 и 1970 годах.
Помимо этого, Рамос играл за «Депортиво Эспаньол» (1967—1968), «Мирамар Мисьонес», «Расинг», а завершил карьеру в Венесуэле, где играл за клуб «Эстудиантес де Мерида».

### Карьера в сборной
В составе сборной Уругвая был в заявке на чемпионате мира 1966 года, но на турнире не сыграл ни в одном матче.

### Личная жизнь
У него было две дочери Луисель (1984—2006) и Элиана (1988—2007), ставшие фотомоделями. Его дочери умерли с разницей в шесть месяцев из-за проблем с сердцем, вызванных анорексией.

### Смерть
Скончался 14 марта 2021 года в Монтевидео в возрасте 81 года, от осложнений, вызванных инфекцией COVID-19.

## Достижения
«Насьональ»
- Чемпион Уругвая (3): 1966, 1969, 1970